# Amphoe Mueang Phuket

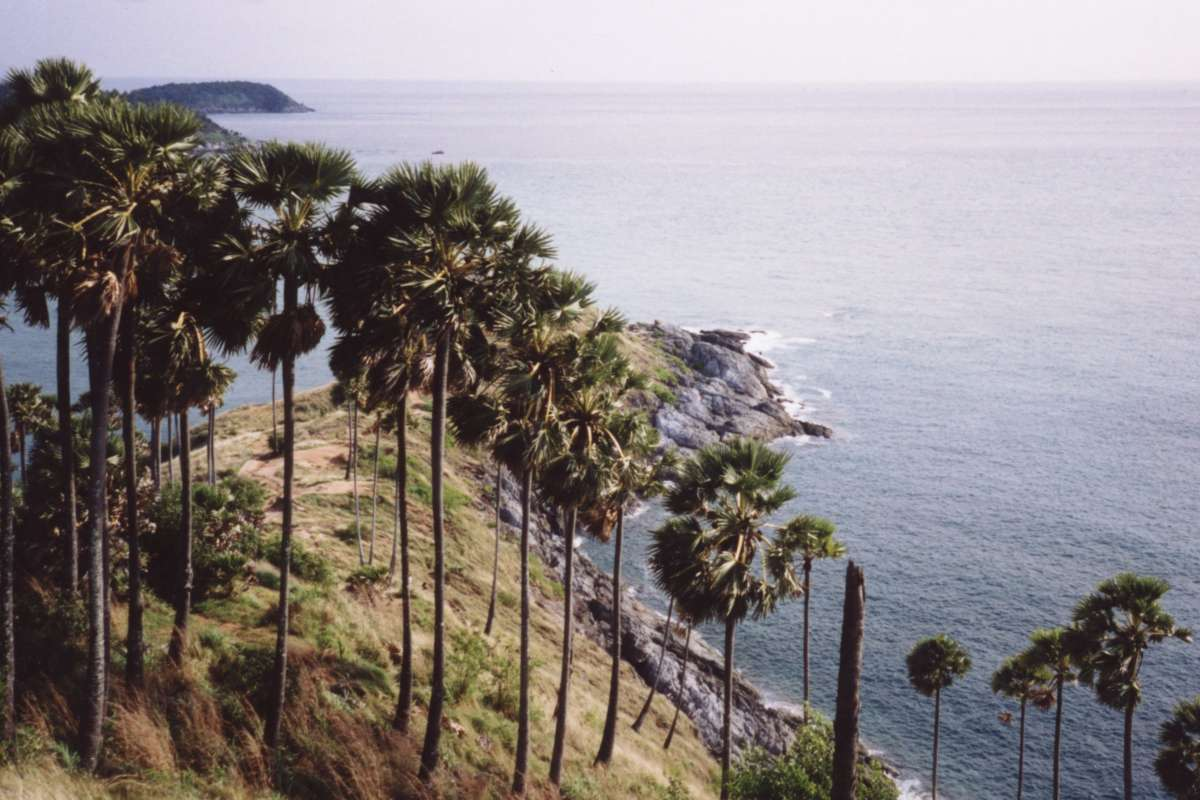
Kap Promthep

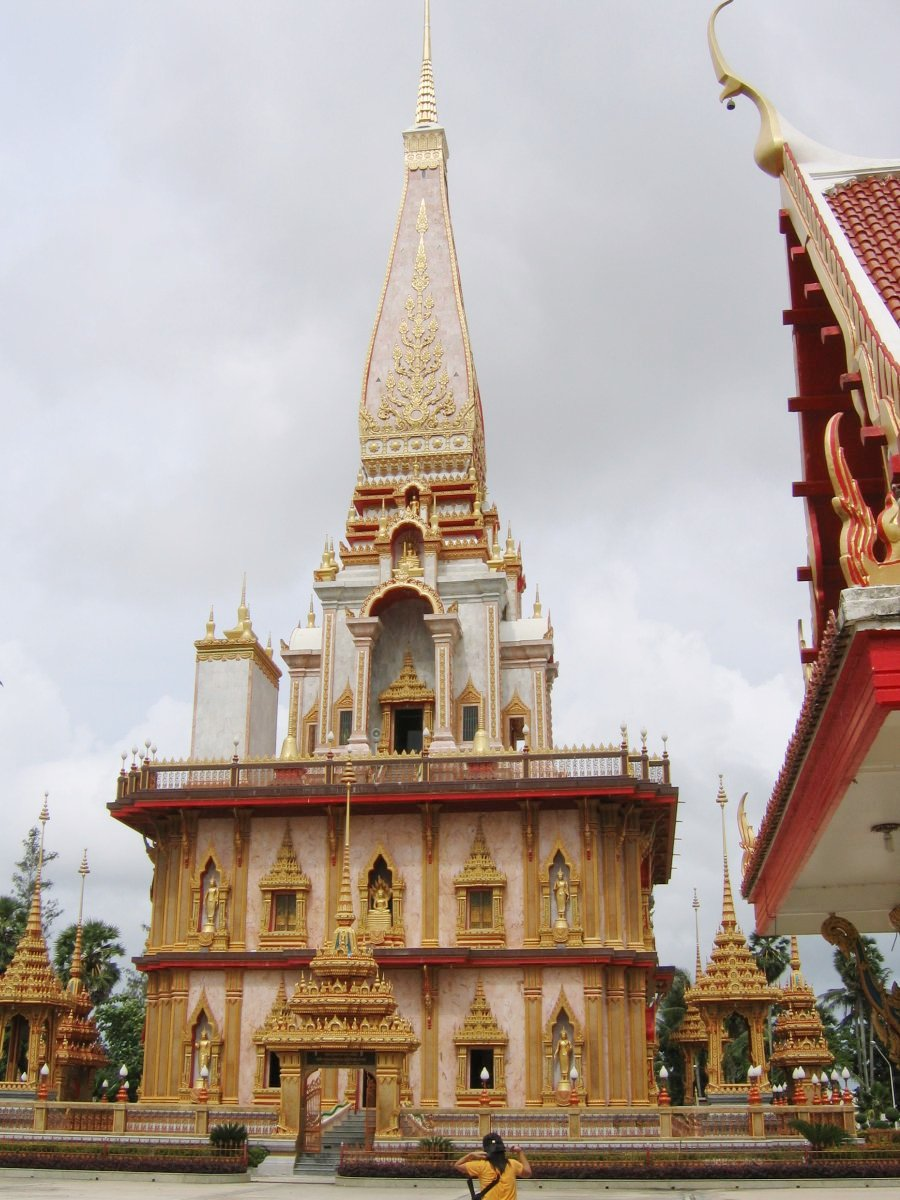
Chedi im Wat Chalong

Amphoe Mueang Phuket (thailändisch อำเภอเมืองภูเก็ต) ist ein Landkreis (Amphoe – Verwaltungs-Distrikt) in der Provinz Phuket. Die Provinz Phuket liegt in der Südregion von Thailand.

## Geographie
Der Kreis liegt im südlichen Teil der Insel Phuket. An der westlichen und der südlichen Küste liegen einige mehr oder weniger touristische Sandstrände, vom Nordwesten aus: Karon, Kata, Kata Noi, Nai Harn, Rawai und die Friendship Beach an der Chalong Bay. Die Strände sind voneinander durch felsige Landzungen getrennt, von denen das Kap Promthep (Promthep Cape) am südlichsten Punkt der Insel die schönste und am häufigsten fotografierte ist. Thailändische Touristen besuchen die Landzunge gerne, um hier den Sonnenuntergang zu beobachten.

## Geschichte
Der Landkreis hieß ursprünglich Thung Kha (ทุ่งคา), er wurde aber am 14. November 1938 umbenannt und trägt seitdem den gleichen Namen wie die Provinz.

## Sehenswürdigkeiten

### Buddhistische Tempel
Der wichtigste der 21 buddhistischen Tempel (Wat) von Mueang Phuket ist Wat Chalong (วัดฉลอง, วัดไชยธาราราม). Er ist zwei hochverehrten Mönchen – Luang Pho Chaem (หลวงพ่อแช่ม) und Luang Pho Chuang (หลวงพ่อช่วง) – gewidmet, die mit ihrem Wissen von der thailändischen Kräutermedizin Menschen halfen, die 1876 während einer Rebellion der Arbeiter in den Zinnminen verletzt wurden.

## Verwaltung

### Provinzverwaltung
Der Bezirk hat in acht Unterbezirke (Tambon), die wiederum in 44 Dorfgemeinschaften (Muban) unterteilt sind.
| \| Nr. \| Name \| Thai \| Muban \| Einw.[2] \| \| --- \| ---------- \| -------- \| ----- \| -------- \| \| 1. \| Talat Yai \| ตลาดใหญ่ \| 0- \| 52.873 \| \| 2. \| Talat Nuea \| ตลาดเหนือ \| 0- \| 22.663 \| \| 3. \| Ko Kaeo \| เกาะแก้ว \| 07 \| 11.840 \| \| 4. \| Ratsada \| รัษฎา \| 07 \| 43.982 \| \| 5. \| Wichit \| วิชิต \| 09 \| 44.291 \| \| 6. \| Chalong \| ฉลอง \| 10 \| 22.014 \| \| 7. \| Rawai \| ราไวย์ \| 07 \| 16.173 \| \| 8. \| Karon \| กะรน \| 04 \| 08.004 \| |            |          |       |        |
| Nr. | Name       | Thai     | Muban | Einw.  |
| 1. | Talat Yai  | ตลาดใหญ่  | 0-    | 52.873 |
| 2. | Talat Nuea | ตลาดเหนือ | 0-    | 22.663 |
| 3. | Ko Kaeo    | เกาะแก้ว  | 07    | 11.840 |
| 4. | Ratsada    | รัษฎา     | 07    | 43.982 |
| 5. | Wichit     | วิชิต      | 09    | 44.291 |
| 6. | Chalong    | ฉลอง     | 10    | 22.014 |
| 7. | Rawai      | ราไวย์    | 07    | 16.173 |
| 8. | Karon      | กะรน     | 04    | 08.004 |

### Lokalverwaltung
Phuket (เทศบาลนครภูเก็ต) ist eine Großstadt (Thesaban Nakhon) im Landkreis, sie erstreckt sich über die gesamten Tambon Talad Yai und Talad Nuea.
Es gibt fünf Kleinstädte (Thesaban Tambon) im Landkreis:
- Karon (เทศบาลตำบลกะรน) besteht aus dem gesamten Tambon Karon,
- Ratsada (เทศบาลตำบลรัษฎา) besteht aus dem gesamten Tambon Ratsada,
- Rawai (เทศบาลตำบลราไวย์) besteht aus dem gesamten Tambon Rawai,
- Wichit (เทศบาลตำบลวิชิต) besteht aus dem gesamten Tambon Wichit,
- Chalong (เทศบาลตำบลฉลอง) besteht aus dem gesamten Tambon Chalong.

Tambon Ko Kaeo wird von einer „Tambon-Verwaltungsorganisationen“ (TAO, องค์การบริหารส่วนตำบล) verwaltet.